# Eleocharis baldwinii
Eleocharis baldwinii är en halvgräsart som först beskrevs av John Torrey, och fick sitt nu gällande namn av Alvin Wentworth Chapman. Eleocharis baldwinii ingår i släktet småsäv, och familjen halvgräs. Inga underarter finns listade i Catalogue of Life.